# Johann Heinrich Schröder (Ratsherr)
Johann Heinrich Schröder (* 25. August 1779 in Lübeck; † 25. Juni 1848 ebenda) war Kaufmann und Ratsherr der Hansestadt Lübeck.

## Leben
Schröder war Ältester der Lübecker Schonenfahrer und wurde 1826 zum Ratsherren gewählt. Er war tätig im Finanzdepartement und in der Vormundschaftsbehörde. 1827 bis 1842 war Schröder Lübecker Mühlenherr. Er war Präses der Armenanstalt und Mitglied in der Zentral-Armenkommission. Von 1839 bis 1844 war er Präses der Wette und 1840 bis 1848 Präses der Brandversicherung wie der Feuerlösch-Anstalt.